# Definitive Jux
Definitive Jux (también conocido como Def Jux) es un sello discográfico independiente de hip hop basado en Nueva York, Estados Unidos.

## Artistas
Los miembros de Definitive Juxtaposition son cariñosamente conocidos como Def Jukies o Jukies.
- El-P (de Company Flow), propietario y CEO
- Aesop Rock
- Mr. Lif
- MURS
- C-Rayz Walz
- Rob Sonic
- Despot
- Cage
- RJD2
- NASA
- Cannibal Ox (Vast Aire y Vordul Mega)
- S.A. Smash (Metro y Camu Tao)
- Hangar 18 (Alaska, Windnbreeze y DJ Pawl)
- The Perceptionists (Mr. Lif, Akrobatik y DJ Fakts One)
- Party Fun Action Committee (Blockhead y Jer)
- 4th Pyramid
- Cool Calm Pete

## Grabaciones
- El-P : 'Cannibal Oxtrumentals' (2001), 'Fantastic Damage' (2002), 'Fan Dam Plus' (2002), 'Collecting The Kid' (2004) 'I'll sleep when you're dead' (2007)
- Aesop Rock : 'Labor Days' (2001), 'Daylight' EP (2002), 'Bazooka Tooth' (2003), 'Build Your Own Bazooka Tooth' (2004), 'Fast Cars, Danger, Fire & Knives' EP (2005), 'None Shall Pass' (2007) LP
- RJD2 : 'Dead Ringer' (2003), 'The Horror' EP (2003), 'Since We Last Spoke' (2004)
- Cannibal Ox : 'The Cold Vein' (2001)
- Mr. Lif : 'Enters The Colossus' EP (2001), 'Emergency Rations' EP (2002), 'I Phantom' (2002), 'Mo‘ Mega' (2006)
- MURS : 'The End Of The Beginning' (2003), 'MURS 3:16, The 9th Edition' (2004)
- S.A. Smash : 'Smashy Trashy' (2003), 'Smash Burger' (2005)
- C-Rayz Walz : 'Ravipops (The Substance)' (2003), 'We Live: The Black Samurai EP' (2004), 'Year Of The Beast' (2005)
- Rob Sonic : 'Telicatessen' (2004)
- Hangar 18 : The Multi-Platinum Debut Album (2004)
- The Perceptionists : 'Black Dialogue' (2005)
- Party Fun Action Committee : 'Let's Get Serious' (2003)
- Cage : 'Hell's Winter' (2005)
- Cool Calm Pete : 'Lost The Album' (2005) [solo en el Reino Unido, en Estados Unidos lanzado bajo Embedded Records]